# 6. rozdanie nagród Złotych Malin
Złote Maliny przyznane za rok 1985
| Kategoria                      | Dla                                                       | Za                                           |
| ------------------------------ | --------------------------------------------------------- | -------------------------------------------- |
| Najgorszy film                 | Buzz Feitshans                                            | Rambo II                                     |
| Najgorszy film                 | Freddie Fields                                            | Gorączka hazardu                             |
| Najgorszy film                 | Irwin Winkler                                             | Rewolucja                                    |
| Najgorszy film                 | Irwin Winkler, Robert Chartoff                            | Rocky IV                                     |
| Najgorszy film                 | Dino De Laurentiis                                        | Rok smoka                                    |
| Najgorszy aktor                | Sylvester Stallone                                        | Rambo II Rocky IV                            |
| Najgorszy aktor                | Richard Gere                                              | Król Dawid                                   |
| Najgorszy aktor                | Divine                                                    | Żądza na pustyni                             |
| Najgorszy aktor                | John Travolta                                             | Być doskonałym                               |
| Najgorszy aktor                | Al Pacino                                                 | Rewolucja                                    |
| Najgorsza aktorka              | Linda Blair                                               | Nocny patrol Dzikie wyspy Dzikie ulice       |
| Najgorsza aktorka              | Jennifer Beals                                            | Oblubienica Frankensteina                    |
| Najgorsza aktorka              | Brigitte Nielsen                                          | Czerwona Sonja                               |
| Najgorsza aktorka              | Tanya Roberts                                             | Zabójczy widok                               |
| Najgorsza aktorka              | Ariane                                                    | Rok smoka                                    |
| Najgorszy aktor drugoplanowy   | Rob Lowe                                                  | Ognie św. Elma                               |
| Najgorszy aktor drugoplanowy   | Raymond Burr                                              | Godzilla                                     |
| Najgorszy aktor drugoplanowy   | Herbert Lom                                               | Kopalnie króla Salomona                      |
| Najgorszy aktor drugoplanowy   | Burt Young                                                | Rocky IV                                     |
| Najgorszy aktor drugoplanowy   | Robert Urich                                              | Zuch 182                                     |
| Najgorsza aktorka drugoplanowa | Brigitte Nielsen                                          | Rocky IV                                     |
| Najgorsza aktorka drugoplanowa | Marilu Henner                                             | Być doskonałym Ballada o koniokradzie        |
| Najgorsza aktorka drugoplanowa | Julia Nickson-Soul                                        | Rambo II                                     |
| Najgorsza aktorka drugoplanowa | Sandahl Bergman                                           | Czerwona Sonja                               |
| Najgorsza aktorka drugoplanowa | Talia Shire                                               | Rocky IV                                     |
| Najgorszy reżyser              | Sylvester Stallone                                        | Rocky IV                                     |
| Najgorszy reżyser              | Richard Brooks                                            | Gorączka hazardu                             |
| Najgorszy reżyser              | George P. Cosmatos                                        | Rambo II                                     |
| Najgorszy reżyser              | Hugh Hudson                                               | Rewolucja                                    |
| Najgorszy reżyser              | Michael Cimino                                            | Rok smoka                                    |
| Najgorszy scenariusz           | Sylvester Stallone, James Cameron, Kevin Jarre            | Rambo II                                     |
| Najgorszy scenariusz           | Richard Brooks                                            | Gorączka hazardu                             |
| Najgorszy scenariusz           | Aaron Latham, James Bridges                               | Być doskonałym                               |
| Najgorszy scenariusz           | Sylvester Stallone                                        | Rocky IV                                     |
| Najgorszy scenariusz           | Oliver Stone, Michael Cimino                              | Rok smoka                                    |
| Najgorszy debiut aktorski      | Brigitte Nielsen                                          | Czerwona Sonja Rocky IV                      |
| Najgorszy debiut aktorski      | „Godzilla”                                                | Godzilla                                     |
| Najgorszy debiut aktorski      | Kurt Thomas                                               | Mistrz gymkata                               |
| Najgorszy debiut aktorski      | Julia Nickson-Soul                                        | Rambo II                                     |
| Najgorszy debiut aktorski      | Ariane                                                    | Rok smoka                                    |
| Najgorsza muzyka               | Vince DiCola                                              | Rocky IV                                     |
| Najgorsza muzyka               | Quincy Jones, Thomas Dolby                                | Gorączka hazardu                             |
| Najgorsza muzyka               | Jerry Goldsmith                                           | Kopalnie króla Salomona                      |
| Najgorsza muzyka               | John Corigliano                                           | Rewolucja                                    |
| Najgorsza muzyka               | Paul Zaza                                                 | Zuch 182                                     |
| Najgorsza piosenka             | Frank Stallone, Peter Schless, Jerry Goldsmith            | „Peace in Our Life” z filmu Rambo II         |
| Najgorsza piosenka             | Kurtis Blow, Damon Wimbley, Darren Robinson, Mark Morales | „All You Can Eat” z filmu Krush Groove       |
| Najgorsza piosenka             | Norman Whitfield, Bruce Miller                            | „The Last Dragon” z filmu Ostatni smok       |
| Najgorsza piosenka             | Bill Wolfer, Vanity                                       | „7th Heaven” z filmu Ostatni smok            |
| Najgorsza piosenka             | Sarah M. Taylor                                           | „Oh, Jimmy” z filmu Nie wszystko dla miłości |